# الدورة الثامنة للبرلمان الأوروبي
بدأت الدورة الثامنة للبرلمان الأوروبي في انتخابات عام 2014 واستمرت حتى انتخابات 2019.